# Jessica (O Mercador de Veneza)

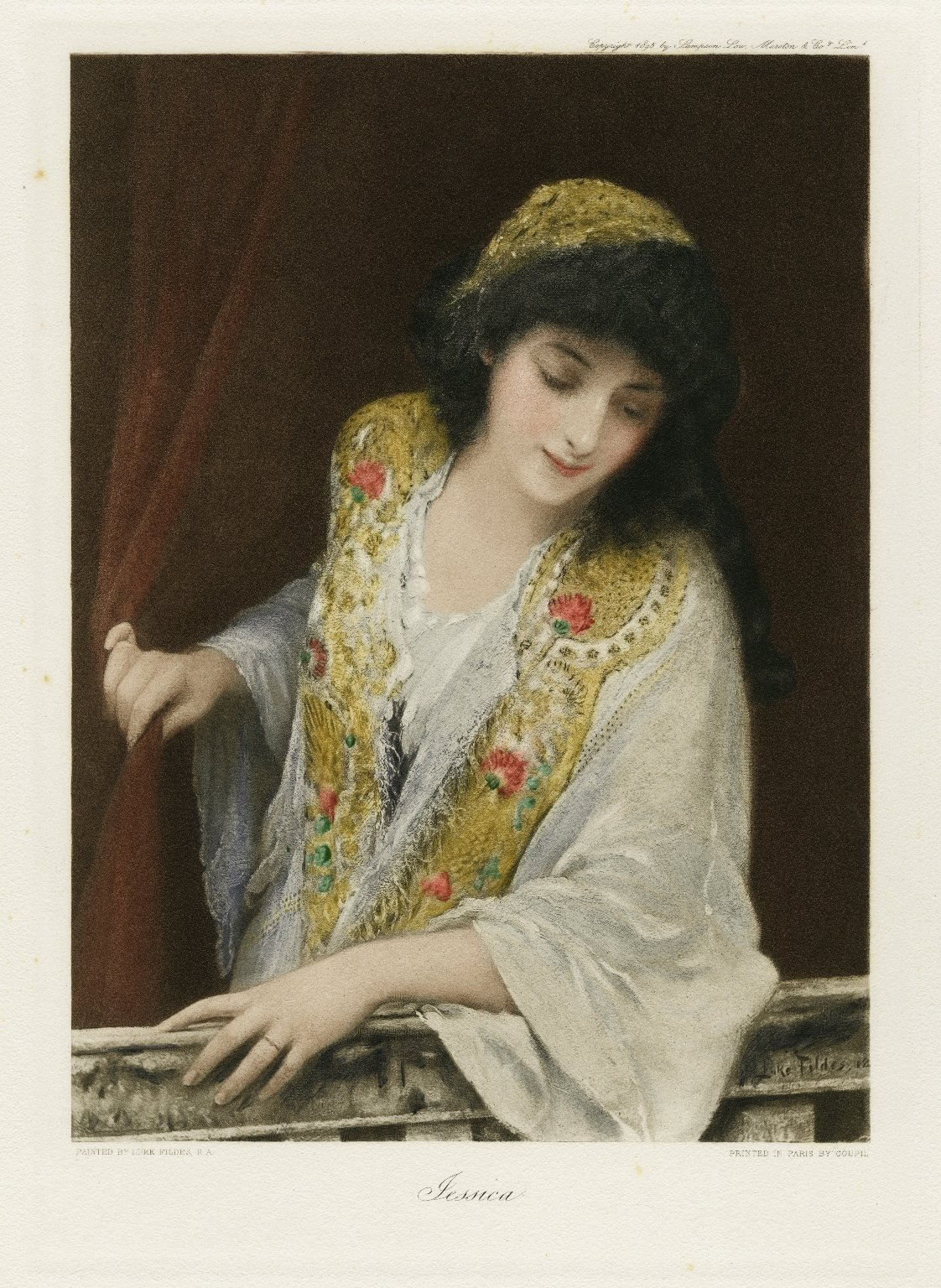
Jessica (1888), de Luke Fildes.

Jessica é filha de Shylock, um agiota judeu, em O Mercador de Veneza, de William Shakespeare (c. 1598). Na peça, ela foge com Lorenzo, um cristão sem dinheiro, e parte da fortuna de seu pai, acabando na casa de Portia e Bassanio. Na estrutura dramática da peça, Jessica é um papel menor, mas fundamental. Suas ações motivam a insistência vingativa de Shylock contra Antonio; suas relações com Lorenzo e Shylock servem como espelho e contraste com as de Portia com Bassânio e com seu pai; sua conversão ao cristianismo é o fim da adesão da linhagem de Shylock à fé judaica.
Os críticos literários historicamente viram a personagem negativamente, destacando o roubo do ouro de seu pai, a traição de sua confiança e motivações aparentemente egoístas e comportamento sem objetivo. Desde o final do século 20, suas visões têm sido mais moderadas e matizadas, apontando para uma leitura alternativa que permite que suas ações sejam motivadas pelo amor e pela generosidade, e sejam impulsionadas pelo próprio comportamento tirânico e imoral de Shylock.